# Doubravka Olšáková
Doubravka Olšáková (* 1977) je česká historička, výzkumná pracovnice Ústavu pro soudobé dějiny Akademie věd ČR, kde se specializuje se na české a evropské dějiny 19. a 20. století.
Vystudovala politologii a mezinárodní teritoriální studia na Fakultě sociálních věd Univerzity Karlovy, kde v roce 2000 získala Bolzanovu cenu rektora UK za nejlepší studentskou práci. Poté studovala moderní dějiny a zahraniční vztahy na Université Paris I, Panthéon Sorbonne. Následně získala doktorát na Pedagogické fakultě UK a na Université Paris IV, Sorbonne.
Pracuje ve Výzkumném centru pro dějiny vědy při Ústavu pro soudobé dějiny AV ČR. Zabývá se mj. obdobím komunistického režimu v Československu, ale i současností v historickém kontextu. Je také autorkou řady odborných studií a monografií.